# Sin mapa
Sin mapa es un documental sobre el viaje que hacen Residente y Visitante por algunos países de Latinoamérica. Fue proyectado en el Festival de Cine Latino de Nueva York (NYILFF) en julio del 2009.

## Sinopsis
Inicia con Residente contando breves aspectos de su infancia en la Calle 13 y cuenta a qué le canta el grupo Calle 13 "a lo que nos rodea", eso es el introducción para presentar el viaje que hacen por "la Calle 13 de Sudamérica".
Este es el viaje (no gira de conciertos) que inicia en Amantani, una ciudad de Perú, para observar las condiciones en que viven las personas de las que hablan en sus canciones. 
Recorren Venezuela por el Río Caura; Santa Marta, Palenque y Sierra Nevada en Colombia; Lago Titicaca entre Perú y Bolivia; con un enfoque que da al espectador una mirada al interior de diversas comunidades mineras, de agricultura, etc.

## Festivales
- 2009 en Festival de Cine Latino de Nueva York
- 2010 en Ambulante[3]